# Салданья, Антониу де
Анто́ниу де Салда́нья (порт. António de Saldanha) — португальский адмирал и исследователь. Он был первым европейцем, бросившим якорь в Столовой бухте, а также совершил первое зарегистрированное восхождение на Столовую гору в 1503 году.
Салданья отплыл из Лиссабона 14 марта 1503 года, флотилией командовал Афонсу де Албукерке. Целью путешествия было укрепление португальского поселения в Кочине, Индия.
Достигнув залива в южной части Африки, Салданья не был уверен, что обогнул мыс Доброй Надежды. Поэтому он поднялся на расположенную рядом с заливом гору с плоской вершиной, и определил, что мыс находится южнее. Горе он дал название Столовая. А на рядом расположенной скале Львиная Голова вырезал крест, следы которого можно увидеть и в наше время. Пополнив запас воды, Салданья отметил это место в судовом журнале как Aguada de Saldanha (водопой Салданьи). В 1601 году голландский мореплаватель и картограф Йорис ван Спилберген назвал залив к северу от мыса Aguada de Saldanha. Сейчас этот залив известен как Салданья-Бей, а место, где Салданья бросил якорь — Столовая бухта.
Албукерке и Салданья продолжили свой путь дальше на восток, где Салданья стал капитаном крепости Кочин. Позже, между 1509 и 1512 годами, он был колониальным наместником в Мозамбике.